# American Motorcyclist Association
L'American Motorcyclist Association  (fino al 1976 American Motorcycle Association), è un'organizzazione non a scopo di lucro statunitense fondata nel 1924 e dedita alla promozione di eventi motociclistici ed a campagne per i diritti dei motociclisti.
L'organizzazione conta oltre 1.200 moto club e 300.000 membri. Affiliata alla Federazione Internazionale di Motociclismo (FIM), è designata da quest'ultima alla gestione degli sport motociclistici negli Stati Uniti. L'AMA gestisce anche la Motorcycle Hall of Fame, ubicata a Columbus, in Ohio.

## Storia

### Associazioni antecedenti
La prima organizzazione motociclistica statunitense fu la Federation of American Motorcyclists (FAM), fondata ufficialmente il 7 settembre 1903 in particolare sotto la spinta del New York Motorcycle Club, i cui membri sentivano l'esigenza di un organo che li rappresentasse a livello nazionale.
Durante i 16 anni della sua esistenza, la FAM fu molto attiva nella regolamentazione delle competizioni. Nel 1915 arrivò 8.247 membri. L'entrata degli Stati Uniti nella prima guerra mondiale causò un brusco calo dei nuovi iscritti, tanto che la FAM dichiarò bancarotta nel 1919.
Tra le attività della FAM ci fu anche la spinta alla creazione di associazioni di categoria, così da sostenere il nascente settore motociclistico a tutti i livelli. Nel 1909 fu creata la Motorcycle Manufacturers Association, che si occupava di regolamentare la produzione di motociclette, degli accessori e della loro commercializzazione.
Il 15 novembre 1916 fu fondata la Motorcycle and Allied Trades Association (M&ATA), che aveva compiti simili alla precedente. Pochi anni dopo, con la chiusura della FAM, i motociclisti statunitensi si trovarono privi un'organizzazione che li rappresentasse direttamente.
La M&ATA decise così di rilevare il posto prima occupato dalla FAM, creando la Education Committee, che si occupava della gestione dei moto club e supportava vari eventi motociclistici, e la Competition Committee, che si occupava invece di tutto quanto era legato al mondo delle competizioni.

### Nascita dell'AMA
Nel 1919 i motociclisti iniziarono a spingere per ottenere una propria organizzazione (la M&ATA era difatti controllata dalle case produttrici), e fu così creata la M&ATA-registered Riders Division. La M&ATA tornò così a rappresentare i costruttori di motociclette ed in seguito anche di scooter, cambiando così nome in MS&ATA, per poi confluire nel 1969 nel West Coast Motorcycle Safety Council, parte del Motorcycle Industry Council (MIC).
Il 14 maggio 1924, su proposta del M&ATA, fu fondata la American Motorcycle Association (AMA) in cui confluirono i circa 10.000 membri della M&ATA-registered Riders Division. Oltre ai singoli motociclisti, anche le aziende potevano iscriversi all'AMA. Erano previste tre classi a seconda delle dimensioni: Classe A per le aziende costruttrici, Classe B per i produttori di accessori e ricambi e Classe C per i rivenditori.

### Attività
Sin dalla nascita l'AMA si occupò di promuovere positivamente l'immagine del motociclismo e degli stessi motociclisti, promuovendo la sicurezza stradale ed un uso responsabile delle moto, in particolare riguardo alla problematica dell'inquinamento acustico. La pratica del taglio dei collettori di scarico, che aumentava il rumore emesso dalle moto, era difatti una prassi tra molti motociclisti tanto che nel 1948 l'AMA lanciò una campagna apposita contro questa pratica.
Nel 1961 fu fatta un'altra campagna, di più ampio respiro, per promuovere, a detta dell'AMA, un'immagine positiva della figura del motociclista, non sono nell'aspetto fisico ma anche e soprattutto nelle abitudini di guida. Si promosse infatti, oltre al limitare la silenziosità dei propri veicoli, uno stile di guida rispettoso della sicurezza stradale.
Negli anni seguenti furono organizzate altre campagne, anche assieme ad altre organizzazioni.
Nell'estate 1976, per meglio rispecchiarne il ruolo, il nome dell'organizzazione fu cambiato in American Motorcyclist Association.

## L'attivista sportiva
Nel 1925, l'anno successivo alla sua fondazione, l'AMA organizzò 56 eventi sportivi ed assegnò 14 titoli nazionali. Le gare, che si svolgevano su varie lunghezze, prevedevano le classi 500 cm³, 1000 cm³ e sidecar.
L'AMA introdusse in seguito la cosiddetta Classe A, riservata a veri e propri prototipi. In questa categoria gli investimenti dei team iniziarono a crescere sensibilmente, sia per lo sviluppo tecnico che per l'assunzione di top rider.
All'inizio del 1930, a causa della grande depressione, i team furono costretti a ridurre drasticamente il proprio budget. In risposta alla situazione di grave recessione, nel 1933 l'AMA istituì la Classe C, il cui regolamento era studiato per ridurre al minimo i costi. Erano ammesse moto di 750 cm³ con valvole laterali o 500 cm³ con valvole in testa, i componenti meccanici dovevano essere scelti tra quelli in commercio e furono messe al bando le "miscele speciali", consentendo l'impiego solo di benzina reperibile in qualunque stazione di servizio.
Inizialmente la nuova formula di gara non incontrò i favori del pubblico e dei piloti, che preferivano ancora la vecchia Classe A. Nel 1937, sempre nell'ambito del nuovo campionato, fu corsa la prima edizione della 200 Miglia di Daytona.
Le attività sportive furono sospese durante la seconda guerra mondiale, ma ripresero già nel 1946. Nel secondo dopoguerra le competizioni su sterrato iniziarono a guadagnare popolarità tra il pubblico statunitense, tanto che nel 1954 fu creato l'AMA Grand National Championship. Si trattava di una serie di cinque campionati, di questi quattro erano ognuno dedicato ad una specialità del flat track: il miglio, il mezzo miglio, lo short track ed il TT racing, il quinto era invece riversato alle cosiddette "road race", termine che indicava le classiche gare svolte su circuiti chiusi asfaltati.
Nei tardi anni settanta le gare in circuito furono staccate dall'AMA Grand National Championship, in particolare nel 1976 fu creato l'AMA Superbike Championship, dedicato alle moto derivate dalla serie.
Contemporaneamente, lo sviluppo di moto sempre più leggere causò un aumento esponenziale delle competizioni su sterrato tanto che, complice il favore del pubblico, nel 1961 l'AMA varò una nuova formula di gara, che prese il nome di motocross. Nel 1972 fu creato l'AMA Motocross Championship.
Nel frattempo, nell'ottobre 1970, la Federazione Internazionale di Motociclismo (FIM) riconobbe l'AMA come sua unica rappresentante negli Stati Uniti.
Negli anni l'AMA divenne tra le maggiori organizzazioni di sport motoristici, arrivando a gestire 80 eventi sportivi professionali e oltre 4.000 eventi amatoriali ogni anno.

### AMA Pro Racing
Nel 1994, per rispondere alla crescita di eventi sportivi legati alle moto, fu creata l'AMA Pro Racing. Tra i campionati più importanti che gestisce ci sono l'AMA Superbike Championship, l'AMA Pro Daytona Sportbike Championship (che incorpora la vecchia AMA Supersport Championship e l'inattiva AMA Formula Xtreme), la nuova AMA Supersport Championship (riservata ai piloti dai 16 ai 21 anni, si impiegano moto superstock da 600 cm³). Altri campionati, sempre a livello nazionale, sono l'AMA Supercross Championship, l'AMA Motocross Championship, l'AMA Grand National Championship, e l'AMA Hillclimb (gare di cronoscalata).
Il 7 marzo 2008 l'AMA Pro Racing è stata venduta al Daytona Motorsports Group (DMG). Sotto il controllo della DMG sono passati l'AMA Suprbike Series, l'AMA Motocross e l'AMA Grand National, l'AMA Supermoto, l'AMA Hillclimb e l'ATV Pro Racing. La vendita non includeva l'AMA Supercross e AMA Arenacross, i cui diritti sono attualmente proprietà di Live Nation.
La DMG è stata autorizzata ad impiegare il marchio AMA per promuovere gli sport motociclistici.
La nuova gestione ha suscitato molte critiche sia tra la stampa di settore che tra i tifosi, è stata difatti accusata di ostacolare la partecipazione dei team ufficiali e sono state mosse critiche all'introduzione di nuove regole in stile NASCAR, come la partenza lanciata e la safety car.

## Pubblicazioni
Dal 1947 l'AMA pubblica un proprio mensile, l'American Motorcyclist, venduto in circa 200 000 copie.